# ميروسلاف بافلوفيتش
ميروسلاف بافلوفيتش، من مواليد 23 أكتوبر 1942، وتوفي في 19 يناير 2004، لاعب كرة قدم يوغسلافي سابق.
لعب مع منتخب يوغسلافيا لكرة القدم.

## وصلات خارجية
- ميروسلاف بافلوفيتش على موقع الاتحاد الدولي (مؤرشف)  (الإنجليزية)
- ميروسلاف بافلوفيتش على موقع قاعدة بيانات كرة القدم.إي يو (الإنجليزية)
- ميروسلاف بافلوفيتش على موقع ناشيونال فوتبول تيمز (الإنجليزية)
- ميروسلاف بافلوفيتش على موقع عالم كرة القدم.نت (الإنجليزية)